# Christoph Friedrich von Pommer
Christoph Friedrich Pommer, ab 1815 Christoph Friedrich von Pommer (* 22. Oktober 1787 in Calw; † 11. Februar 1841 in Zürich) war ein württembergischer Militärarzt und Professor der Physiologie und Pathologie in Zürich.

## Leben
Christoph Friedrich Pommer war der Sohn eines Wundarztes in Calw. Er besuchte bis 1801 die Lateinschule in Calw, begann eine Ausbildung zum Chirurgen und besuchte ab 1804 die von Johann Heinrich Rahn in Zürich gegründete medizinisch-chirurgische Privatanstalt, die noch im gleichen Jahr zum Kantonalinstitut erhoben wurde. Im Jahr 1806 bezog er die Universität Tübingen, wo er unter der Bedingung, nach bestandenem Studium zum Militär zu gehen, ab 1808 ein jährliches Staatsstipendium erhielt.
Nach Kriegsausbruch mit Österreich wurde er 1809 Oberarzt im königlich württembergischen Infanterie-Regiment v. Scharffenstein, mit dem er als württembergischer Regimentsarzt an den Feldzügen 1809 und 1812 teilnahm. Er diente in einem Lazarett für württembergische Truppen in Wilna, geriet 1812 in russische Gefangenschaft und arbeitete nach seiner Freilassung 1814 in den Hospitälern in Mühlhausen und Tettnang. Im Jahr 1815 war er im Sommerfeldzug von 1815 als Regimentsarzt beim Leichten Infanterieregiment Nr. 10 in Frankreich und hatte ab November 1815 die Leitung des Sanitätswesens der in Frankreich stehenden württembergischen Heerestruppen und damit auch die Hospitäler in Hagenau und Weissenburg unter seiner Oberaufsicht. Nach der Rückkehr aus Frankreich wurde er 1818 Oberarzt bei einem Infanterieregiment in Heilbronn und am 13. Februar 1832 zum Stabsarzt ernannt.
Christoph Friedrich von Pommer wurde am 9. September 1833 aus dem königlichen Militärdienst entlassen und folgte einem Ruf als Professor der Physiologie, allgemeinen Pathologie und Staatsarzneikunde an die neugegründete Universität Zürich. In Zürich wurde er 1835 Mitglied des Gesundheitsrats und der „Vaccinations-Commission“ und gab in der Folge die „Schweizerische Zeitschrift für Natur- und Heilkunde“ heraus. Im Jahr 1839 amtierte er als Rektor der Universität.
Er wurde am 8. Juli 1815 zum Ritter des württembergischen Zivilverdienstordens und am 7. September 1829 zum Ritter des Ordens der Württembergischen Krone ernannt, womit jeweils der persönliche Adelsstand verbunden war.
Am 25. Juni 1834 wurde Christoph Friedrich von Pommer unter der Präsidentschaft von Christian Gottfried Daniel Nees von Esenbeck mit dem akademischen Beinamen Petit unter der Matrikel-Nr. 1391 als Mitglied in die Kaiserliche Leopoldino-Carolinische Akademie der Naturforscher aufgenommen.

## Schriften
als Autor
- Beiträge zur näheren Kenntniss des sporadischen Typhus und einiger ihm verwandter Krankheiten, gegründet auf Leichenöffnungen. Laupp, Tübingen 1821 (Digitalisat)
- Beiträge zur Natur- und Heilkunde. Drechsler, Heilbronn 1831 (Digitalisat)

als Herausgeber
- Schweizerische Zeitschrift für Natur- und Heilkunde, Band 1, Orell, Füßli und Comp., Zürich 1835 (Digitalisat)